# 荊三稜
荆三稜是莎草科三稜草屬多年生草本植物，块茎可入药。原产安徽、贵州、河北、黑龙江、河南、湖北、湖南、江苏、吉林、辽宁、内蒙古、山东、新疆、云南、浙江以及印度、越南、日本、朝鲜半岛、哈萨克斯坦、西伯利亚和欧洲。